# Aizpute
Aizpute (in tedesco: Hasenpoth) è un comune della Lettonia di 10.517 abitanti (dati 2009) situato nella regione storico-geografica della Curlandia lungo il fiume Tebra.

## Storia
Aizpute è una delle più antiche città della Lettonia. La collina sul lato sinistro del fiume Tebra, luogo in cui si suppone fosse situato il famoso insediamento fortificato curo di Beida (IX-XII secolo), fu menzionata per la prima volta nel 1252 come luogo di recente fondazione di una fortezza dell'Ordine Teutonico (le cui rovine esistono tutt'oggi) e fu anche sede dei vescovi di Curlandia fino al 1300, anno in cui la sede vescovile fu spostata a Pilten (ma il capitolo rimase in città).
Il mercato sull'altra sponda del fiume venne invece menzionato col nome di Hasenputt in un documento del 1378, redatto in lingua tedesca, per mezzo del quale il vescovo Edmondo di Curlandia attribuiva alla località lo status di città secondo il diritto di Riga. La città fiorì poi per alcuni secoli come scalo commerciale della Lega Anseatica, finché a partire dal 1660 il progressivo insabbiamento dei fiumi Tebra e Saka escluse Hasenpoth dai commerci marittimi a favore della città di Libau (Liepāja).
Nel tardo XVIII secolo l'arrivo di ebrei dalla Lituania diede alla città una rinnovata prosperità, finché a partire dal 1850 divenne sempre meno importante nei confronti della ben più dinamica Liepāja. Aizpute è stata fortunatamente risparmiata dalle devastazioni delle due guerre mondiali. La presenza ebraica, che nel 1900 ammontava a 1.170 individui, è invece stata quasi cancellata dall'Olocausto.

## Monumenti e luoghi d'interesse
Dell'antico splendore di Hasenpoth-Aizpute rimangono le rovine dell'antico castello dei cavalieri teutonici, nonché la chiesa di San Giovanni (del 1253: la più antica di tutta la Curlandia) e il vicino mulino. Ad est di Aizpute è invece situato il castello di Kazdanga.

## Geografia antropica

### Suddivisioni amministrative
Il comune è stato istituito nel 2009 ed è formato dalle seguenti unità amministrative:
- Aizpute (sede comunale con 5.380 abitanti nel 2008[6])
- Aizpute (territorio rurale)
- Cīrava
- Kalvene
- Kazdanga
- Laža